# Autoincompatibilità

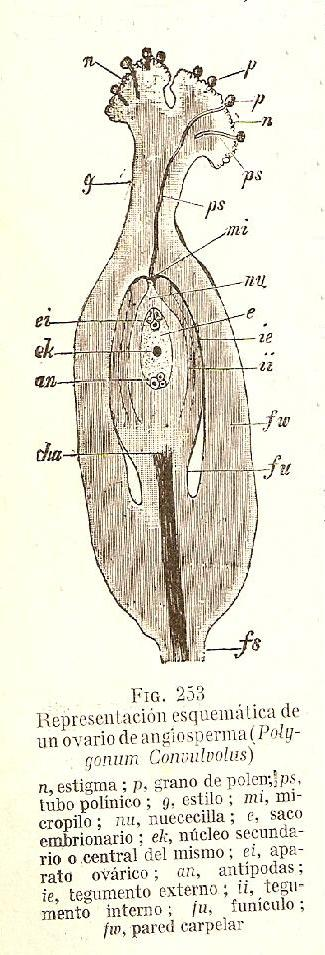
La fecondazione nelle Angiosperme è un processo complesso che include varie tappe successive. Nello schema viene mostrato come i granuli di polline (p) atterrano nello stigma del fiore (n) e germinano, emettendo un tubo pollinico (ps), il quale si allunga dentro lo stilo (g) e attraversa il micropilo (mi). Una volta dentro all'ovulo, si orienta verso il sacco embrionale (e) per scaricare i nuclei generativi che verranno a fondersi con la oosfera (la cellula centrale delle 3 segnalate come (ei)) e con i nuclei polari (ek), producendo in questo modo la doppia fecondazione, caratteristica delle Angiosperme. L'autoincompatibilità impedisce l'allungamento dei tubi pollinici in qualche punto del tragitto verso la oosfera.

L'autoincompatibilità (AI) è l'incapacità di una pianta ermafrodita di produrre semi tramite autoimpollinazione, sebbene siano presenti i gameti. È una strategia riproduttiva per promuovere la fecondazione tra individui che non sono relazionati e, perciò, è un meccanismo creatore di nuova variabilità genetica.
Durante l'evoluzione delle angiosperme la AI è sorta in varie occasioni, in lignaggi totalmente differenti. Più di 100 famiglie botaniche, tra le quali vengono incluse Solanacee, Poacee, Asteracee, Brassicacee, Rosacee e Fabacee, presentano specie autoincompatibili. Si è stimato che il 39% delle specie di angiosperme sono AI. Tale ampia distribuzione tassonomica è congruente con l'esistenza di vari meccanismi genetici differenti che regolano la AI e che dipendono dalla famiglia considerata.
In tutti i casi si osserva uno stesso fenomeno: i granuli di polline che arrivano allo stigma della stessa pianta (o di piante geneticamente relazionate) sono incapaci di effettuare la fecondazione poiché fermano il loro sviluppo in alcune delle fasi del processo (germinazione dei granuli di polline, sviluppo dei tubi pollinici nei pistilli o fecondazione della oosfera). Come conseguenza di questo impedimento non vengono a prodursi i semi dopo l'autoimpollinazione. Questo arresto della crescita o sviluppo dei tubi pollinici dentro i pistilli racchiude, da un lato, il riconoscimento da parte del pistillo di quali sono i tubi pollinici dello stesso individuo e quali sono quelli delle altre piante. Dall'altro lato, una volta verificato questo riconoscimento, lo sviluppo dei tubi pollinici propri (o di piante geneticamente relazionate) deve essere interrotto. Entrambi i fenomeni, il riconoscimento e l'interruzione della crescita, sono stati studiati estensivamente a livello citologico, fisiologico, genetico e molecolare.
Come si è detto previamente, i sistemi di AI nelle piante superiori si sono evoluti varie volte in lignaggi indipendenti. A livello molecolare esistono tre sistemi adeguatamente caratterizzati: il sistema di autoincompatibilità delle Solanacee e Rosacee; quello del papavero (Papaver) e quello della Brassica. In due di tali sistemi, si conoscono attualmente i geni che codificano i componenti di riconoscimento polline-pistillo dimostrando chiaramente che le proteine del pistillo e del polline incluse nel riconoscimento sono distinte tra loro e che la AI è un meccanismo di "chiave-serratura" a livello molecolare.

## Tipi di meccanismi
Quando i fiori della specie che presenta autoincompatibilità sono morfologicamente identici fra loro, si dice che l'autoincompatibilità è omomorfica. Al contrario, quando nella specie si presentano due o tre tipi morfologici differenti di fiori, si dice che l'autoincompatibilità è eteromorfica e il meccanismo viene chiamato eterostilia.

## Autoincompatibilità omomorfica
Il meccanismo di AI più conosciuto nelle piante, agisce attraverso l'inibizione della germinazione o della crescita dei tubi pollinici nello stigma o nello stilo. Questo meccanismo è basato sulle interazioni tra proteine prodotte da un unico locus chiamato S (dall'inglese Self-incompatibility, ovvero, autoincompatibilità). Il locus S in realtà contiene 2 geni basici, uno dei quali si manifesta nel pistillo e l'altro nell'antera o nei granuli di polline.
Si fa riferimento a tali geni come determinanti rispettivamente il femminile e il maschile. Questi geni si trovano fisicamente prossimi nel genoma, geneticamente legati e li si considera come un unico allele. Le proteine prodotte dalle determinanti maschile e femminile dello stesso allele interagiscono fra loro nel momento della germinazione del granulo di polline nello stigma e portano all'arresto della crescita del tubo pollinico.
In altre parole, l'identità delle proteine del granulo di polline e dello stigma genera una risposta di AI che ferma il processo di fertilizzazione all'inizio dello stesso. Quando, al contrario, un determinante femminile interagisce con un determinante maschile proveniente da un allele di AI differente, non entra si innesca il meccanismo di AI e si produce la fertilizzazione. Questa breve descrizione della risposta di AI nelle piante è di solito più complicata e, molte volte, vi è coinvolto più di un locus di AI. Ad esempio nelle graminacee esistono due loci che governano la reazione di AI, denominati S e Z. Esistono due tipi di incompatibilità omomorfica, la AI gametofitica e la AI sporofitica, descritte qui di seguito.

### Autoincompatibilità gametofitica
Nell'autoincompatibilità di tipo gametofitico, è il genoma del polline (n) che determina il risultato di rigetto o accettazione. L'inibizione si manifesta per lo più dopo un certo periodo dalla germinazione, durante la crescita del tubetto pollinico nello stilo, e si presenta con differenti manifestazioni nelle diverse piante: alcune volte è inquadrabile negli schemi della morte cellulare programmata, altre volte della necrosi.

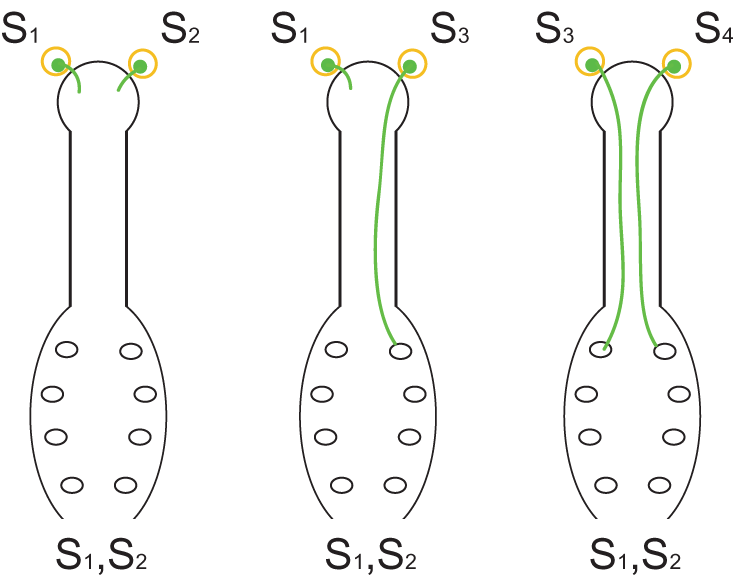
Fig. 1. Il meccanismo di autoincompatibilità gametofitica. La pianta di genotipo S1S2 produce granuli di polline con alleli S1 o S2, i quali, essendo identici agli alleli S presenti nel stigma, non possono germinare (a sinistra). Se sopra lo stigma di una pianta S1S2 arrivano granuli di polline di una pianta con genotipo S1S3, il 50% degli stessi (quelli con l'allele S3) potranno germinare ed effettuare l'impollinazione,; l'incompatibilità si dice parziale (al centro). Se sopra gli stigmi della pianta di genotipo S1S2, approdano granuli di polline di altra pianta con genotipo S3S4, la totalità dei granuli di polline potranno germinare poiché non vi è identità tra gli alleli S dei granuli di polline e dello stigma (a destra).

Il sistema di autoincompatibilità gametofitica (AIG) è caratteristico di varie famiglie di angiosperme, come per esempio Solanaceae, Rosaceae, Scrophulariaceae, Fabaceae, Onagraceae, Campanulaceae, Papaveraceae e Poaceae.
Nella AIG, il fenotipo di AI del polline viene determinato dal proprio genotipo aploide, vale a dire, dalla costituzione genetica del gametofito. Nella figura 1 viene descritto il funzionamento di questo meccanismo in 3 casi differenti.

### Autoincompatibilità sporofitica

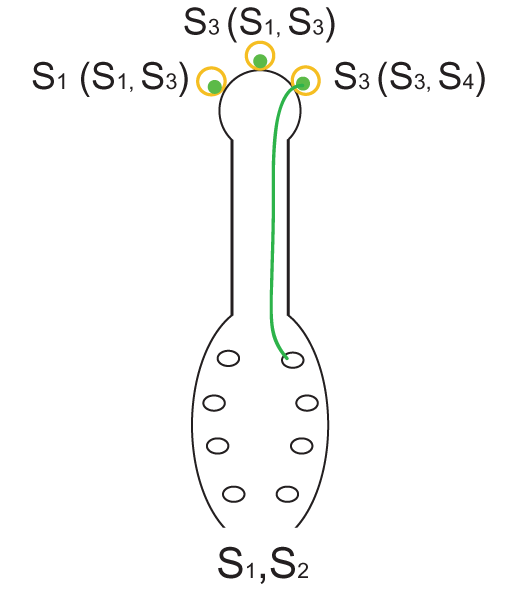
Fig.2. Il meccanismo di autoincompatibilità sporofitica. I pistilli della pianta di genotipo S1S2 sono pollinizzati con tre granuli di polline, due di essi di genotipo S3 e il terzo di genotipo S1. La differenza fra i due granuli di polline con genotipo S3 è che furono prodotti da due piante differenti, una di genotipo S1S3, l'altra di genotipo S3S4. Solamente possono germinare negli stigmi, allungarsi negli stili ed effettuare la fecondazione quei grani di polline che provengono da una pianta che non possiede alleli in comune con il pistillo. Siccome la reazione di incompatibilità dipende dal genotipo dello sporofito che origina i granuli di polline e non dal genotipo dei propri granuli di polline, la reazione si denomina «sporofitica».

Nell'autoincompatibiltà di tipo sporofitico è il genoma dello sporofito (2n) genitore del polline che determina il risultato di rigetto o accettazione. L'inibizione si manifesta precocemente, a livello dello stigma: non si tratta né di morte cellulare programmata, né di necrosi del polline. Al contrario, i granuli restano ben vitali e semplicemente muoiono di "vecchiaia" sullo stigma incompatibile, impossibilitati a germinare in quanto non riescono a reidratarsi.

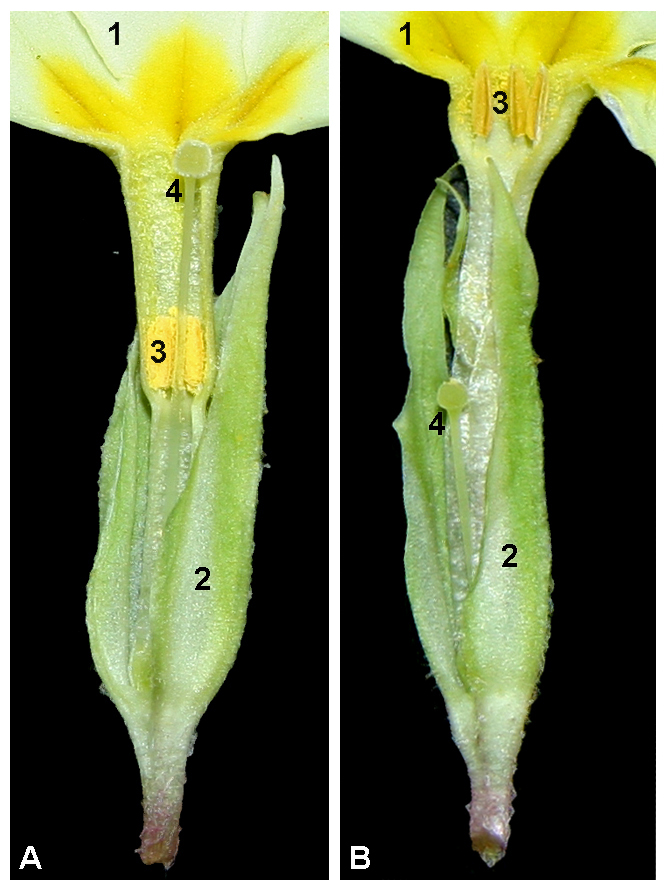
Distelia nella Primula vulgaris. I fiori Pin (A) presentano i filamenti degli stami corti e i pistilli larghi. I fiori Thrum (B) mostrano, in cambio, pistilli corti e filamenti lunghi. Nota: 1.- petali, 2.-sepali, 3.- antere degli stami e 4.- pistillo. Le uniche impollinazioni legittime sono quelle che si producono negli incroci Pin x Thrum o Thrum x Pin.
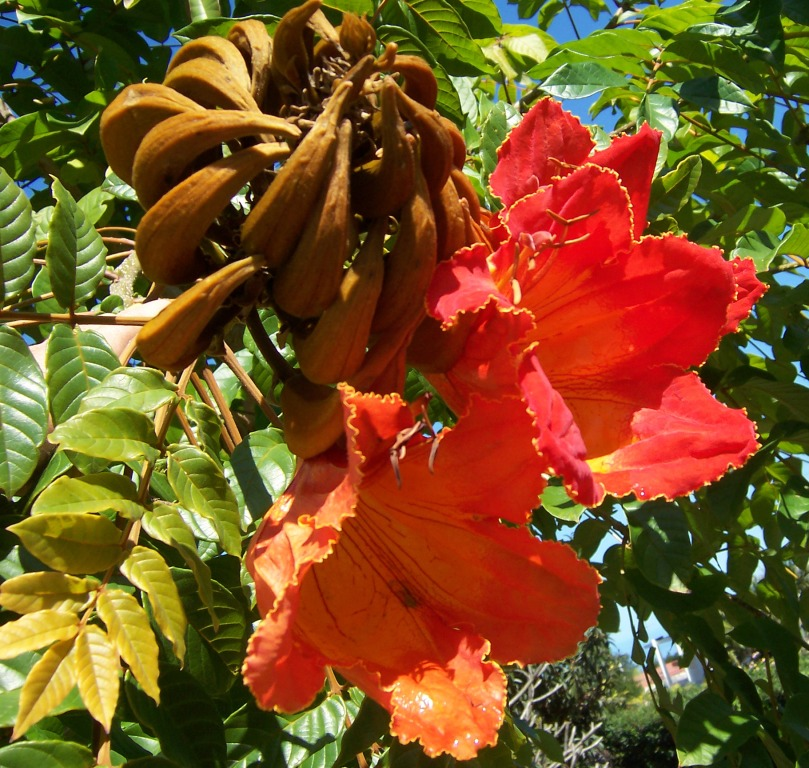
Stigmi protrusi nei fiori di Solanum crispum. I pistilli di ogni fiore si osservano come colonne bianchicce che sorgono dal centro dell'anello formanti gli stami.
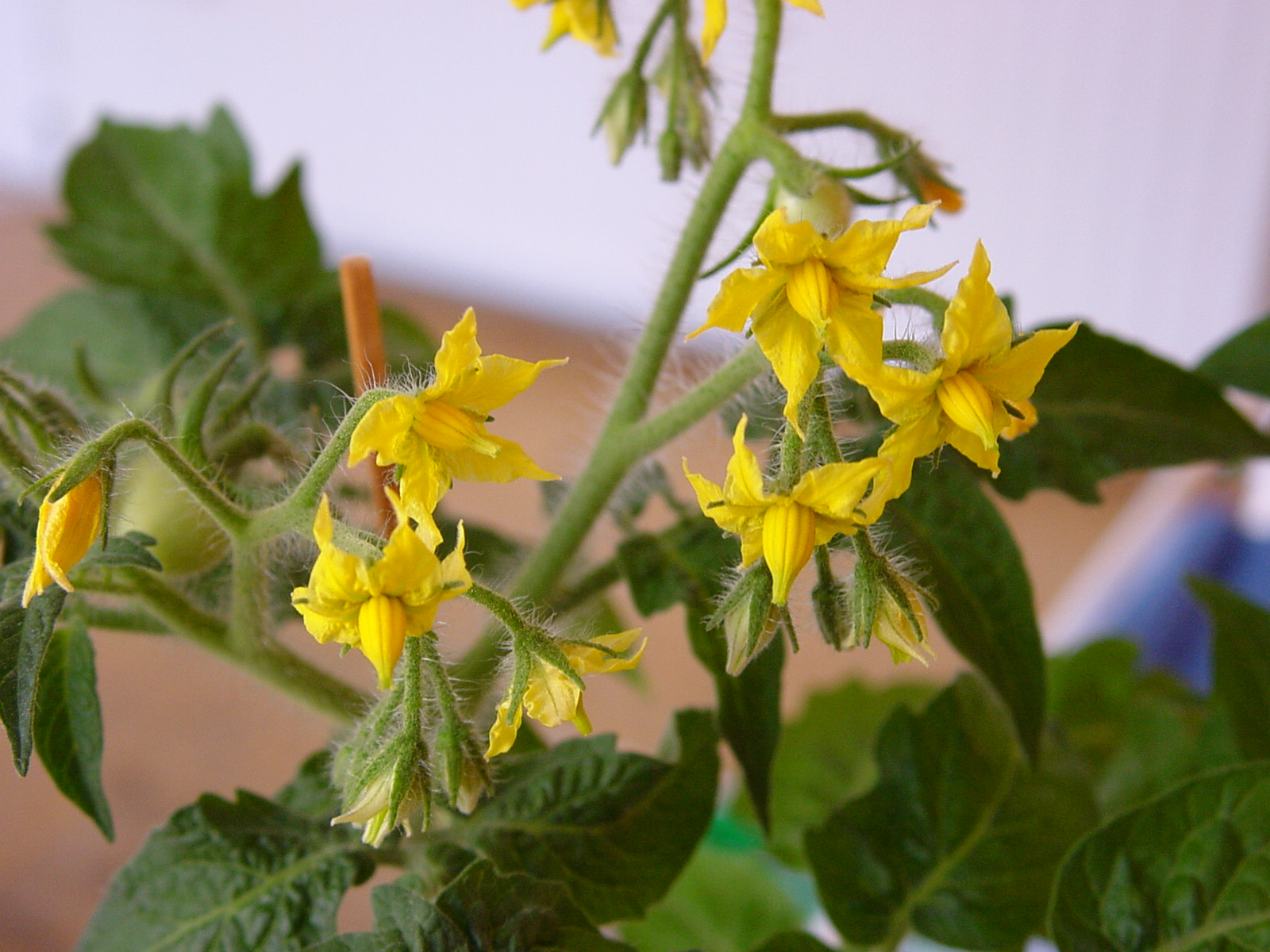
Stigmi inseriti nei fiori di Solanum lycopersicum (pomodoro). I pistilli di ogni fiore restano dentro l'anello degli stami o ne emergono lievemente.